# Tånga Hed
Tånga Hed är ett tidigare svenskt militärt övningsfält cirka 2 kilometer öster om Vårgårda i Vårgårda kommun i Västra Götalands län.

## Historik
År 1862 upprättade bönderna i Hägrunga by ett avtal med Göta artilleriregemente (A 2) om försäljning av Tånga hed. Regementet som var förlagt till Kviberg i Göteborg behövde för sina övningar ett större område och heden ansågs lämplig för sin närhet till Vårgårda station och den goda tillgången på vatten. Från Dösebacka flyttades stallar, officersproviant och möbelbaracker, ammunitionsförråd och andra byggnader. Underofficerare och manskap fick nöja sig med att bo i tält ända fram till 1933 då förläggningsbaracker restes.
Den 15 mars 1962 hade regementet en avslutningsceremoni då de sista skotten avlossades. En minnessten restes månaden efter och vid den står en vaktkur flankerad av två artilleripjäser. Efter att Göta artilleriregemente utgick ur fredsorganisationen och upplöstes, övergick förvaltningen över Tånga Hed till Älvsborgs regemente (I 15). Tånga Hed verkade sedan som förläggning till de förband som övade vid det närbelägna Remmene skjutfält. År 1995 lämnade Försvarsmakten området, då man ansåg att man inte längre hade något behov av lägret.

## Vågmuseum
Vårgårda Nostalgimuseum på Tånga Hed har Sveriges största samling av vågar och vikter. Vågarna visas i autentiska miljöer och museet drivs idag av föreningen Pyndaren.

## Tångahallen

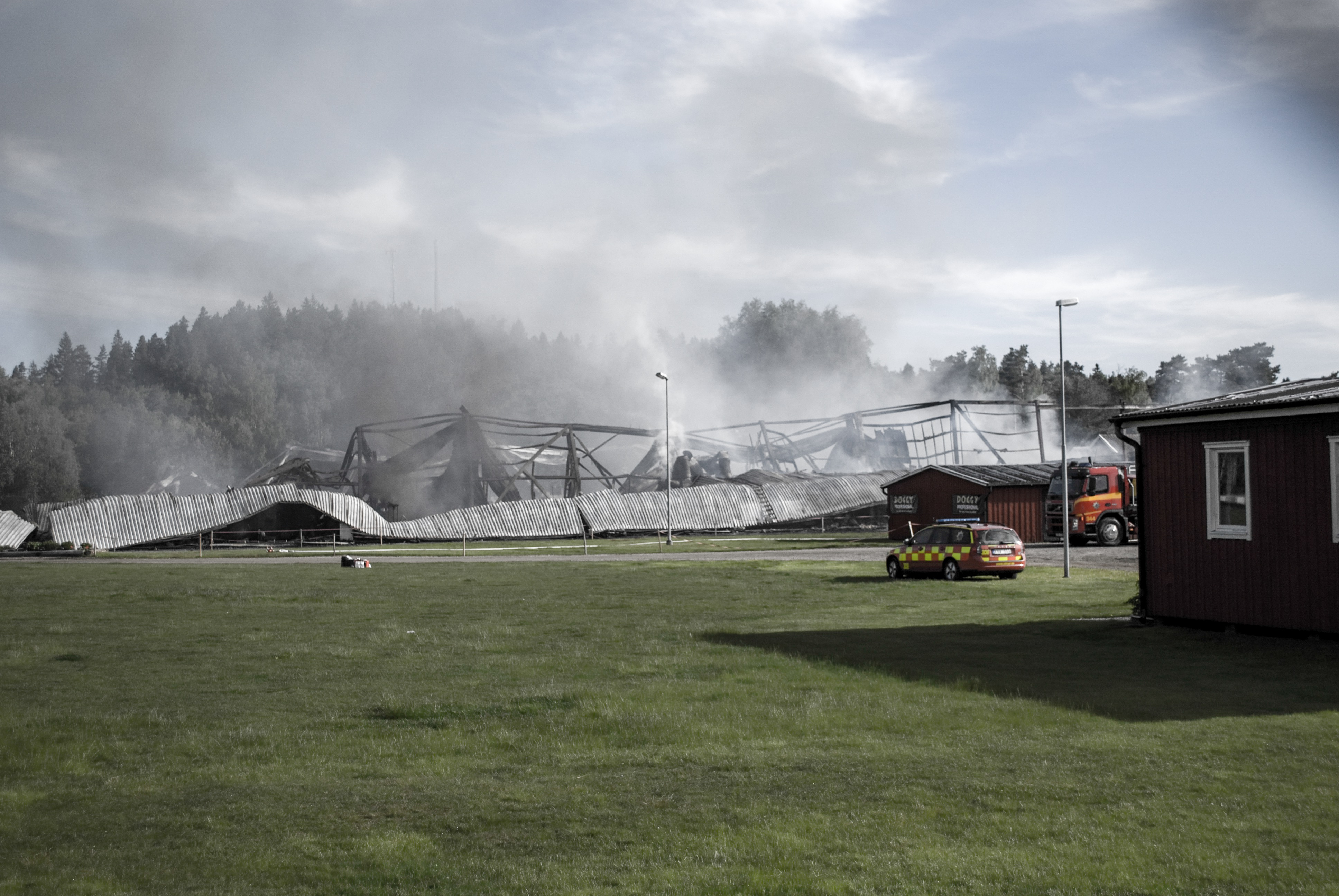
Tångahallen morgonen efter att den hade brunnit ner.

År 2002 byggdes den första hallen som var en kombinerad idrotts- och samlingsplats och ersatte den äldre idrottshallen vid Björkvallen vid större evenemang, hallen byggdes ihop med de toaletter och omklädningsrum som redan fanns på området.
Natten mellan den 30 och 31 maj 2010 brann den första hallen ner, orsaken var en mindre anlagd brand som i sin tur orsakade ett elfel.
I augusti 2010 kom samtliga partiledare till Vårgårda Möte för att prata om sina partier. Detta skulle ha hållits i Tångahallen men istället sattes ett gigantiskt tält upp där det hela arrangerades. Under Fredrik Reinfeldts tal samlades kollekt in till den nya hallen, totalt fick de ihop 118 000 kronor.
I oktober 2010 påbörjades bygget av den nya Tångahallen som fick flera ändringar mot den gamla designen, bland annat ingång rakt framifrån istället för på gaveln.
Den 1 juni 2011, 366 dagar efter att hallen brann ner, så kunde den nya hallen invigas.

## Militär användning
- Göta artilleriregemente åren 1862–1962
- Artilleriskjutskolan åren 1867–1885
- Älvsborgs regemente åren 1963–1995

## Galleri

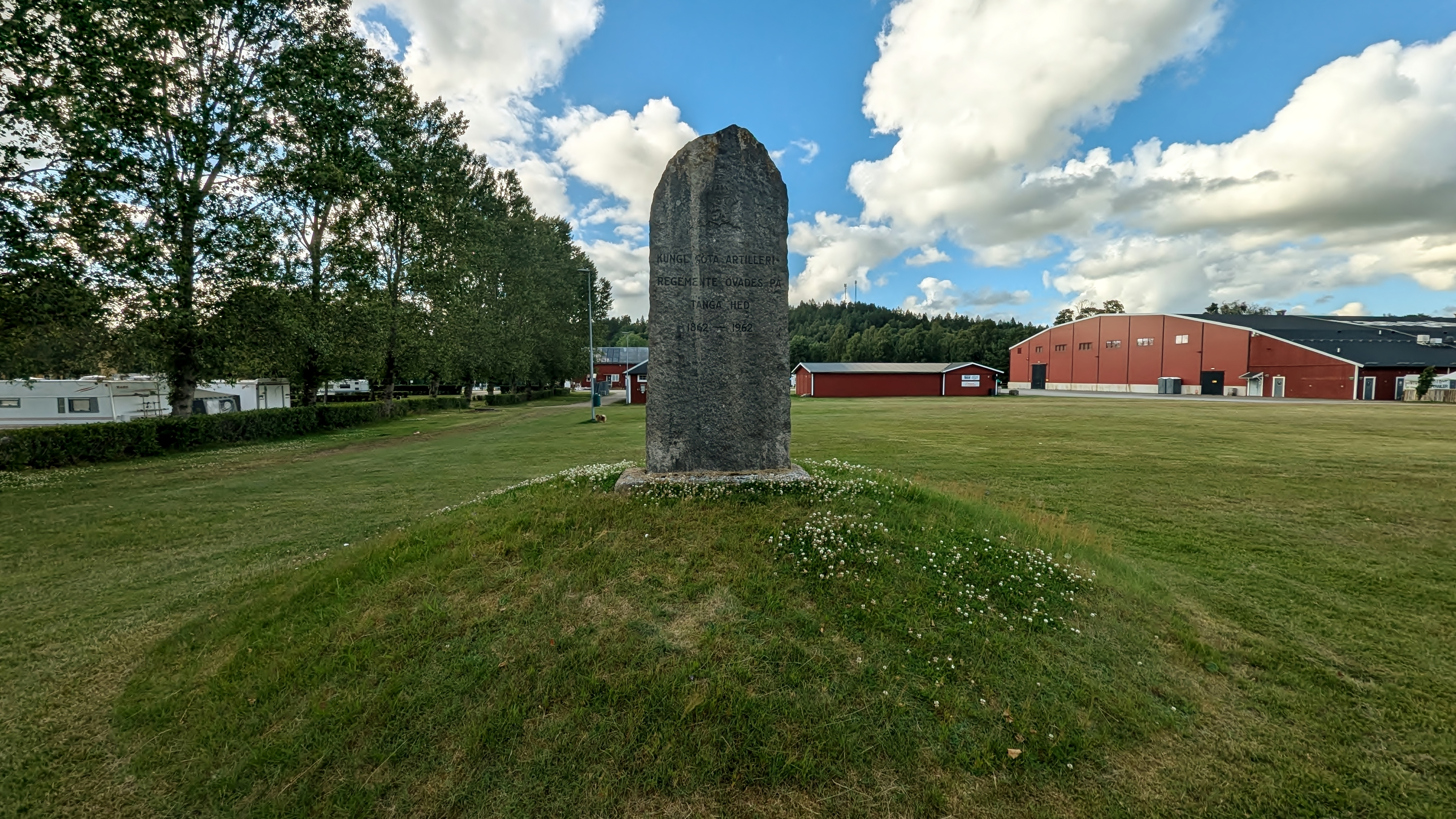
Göta artilleriregementes minnessten
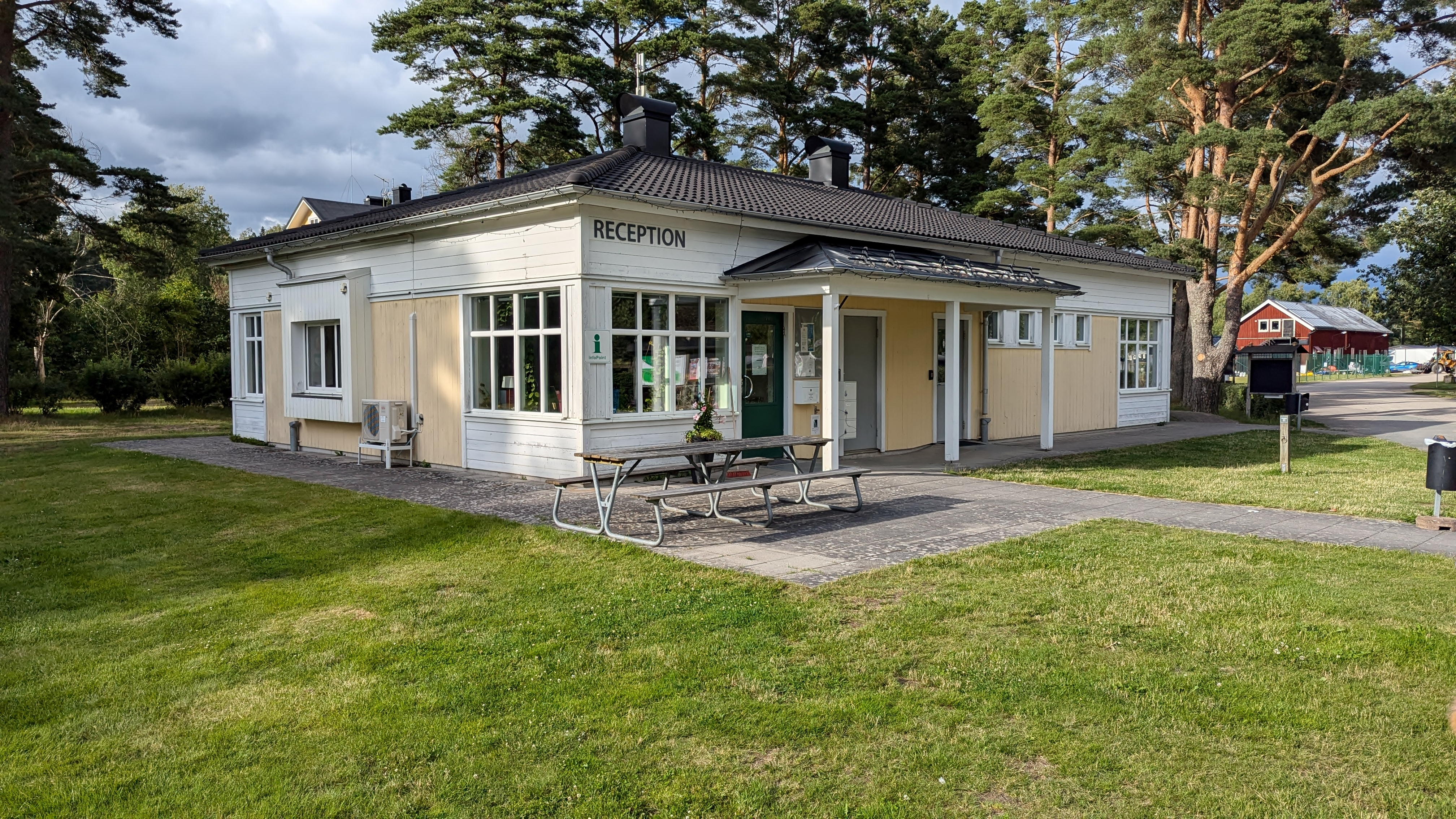
Byggnad
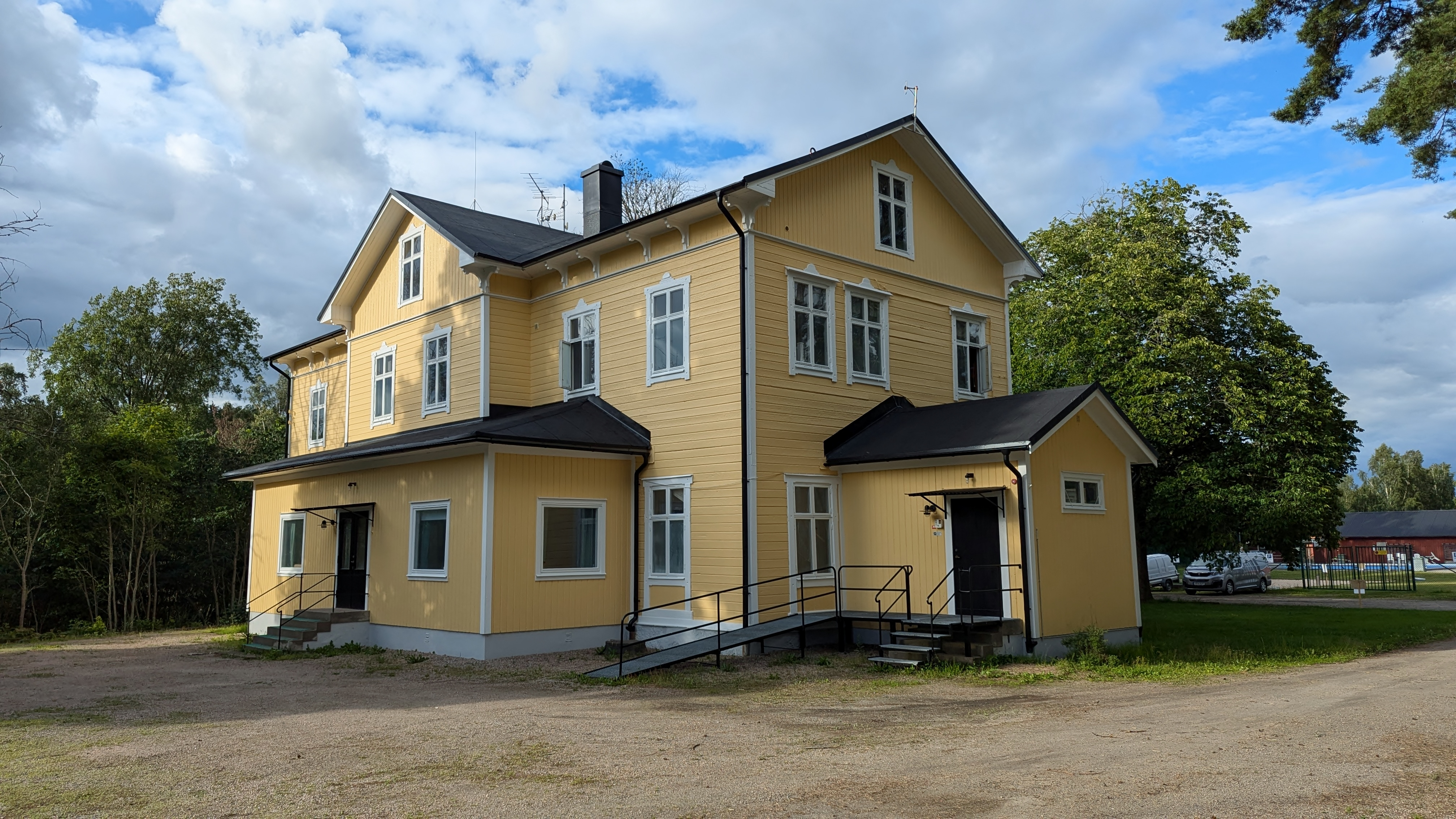
Före detta officersmässen
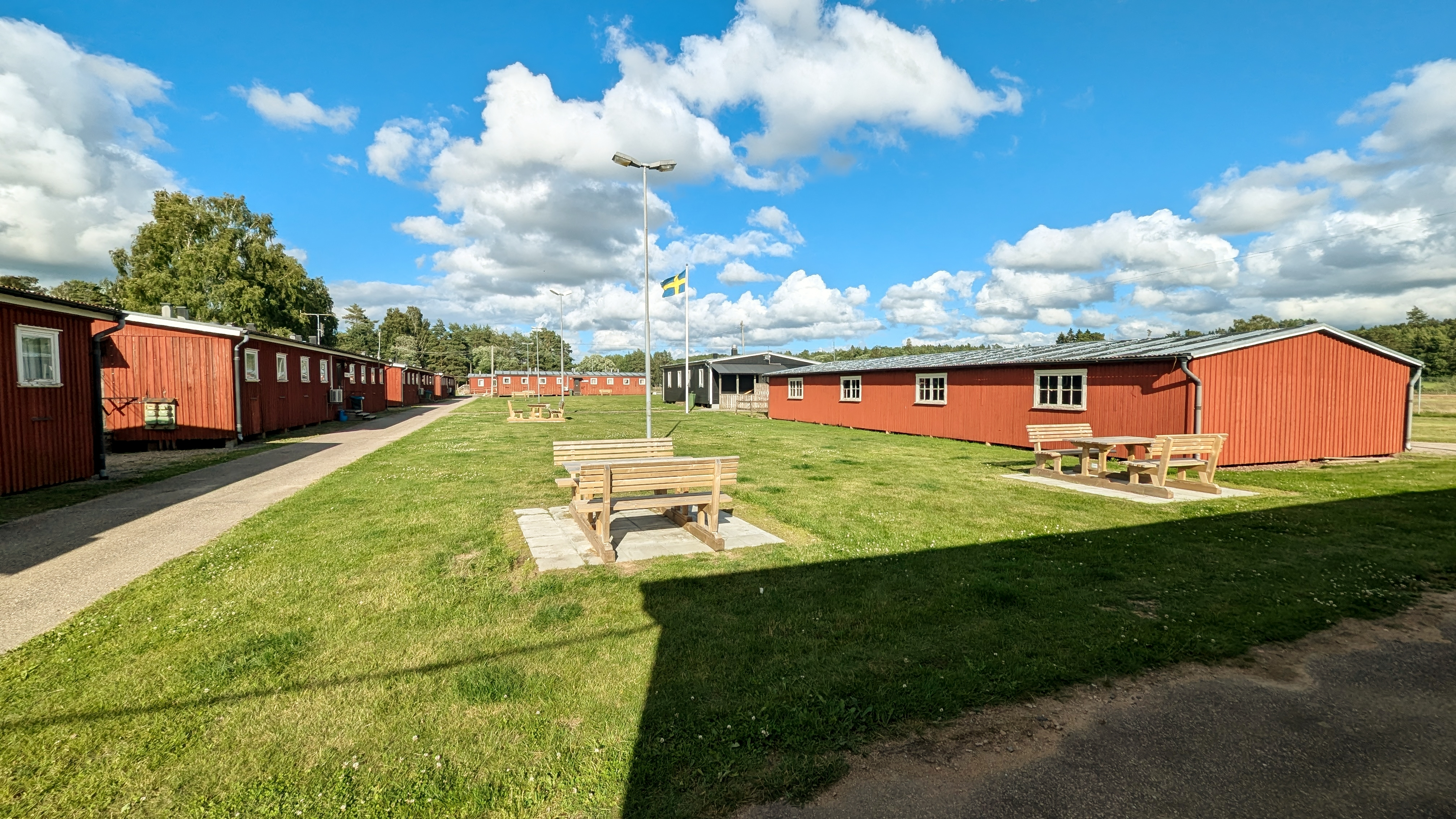
Manskapsbaracker
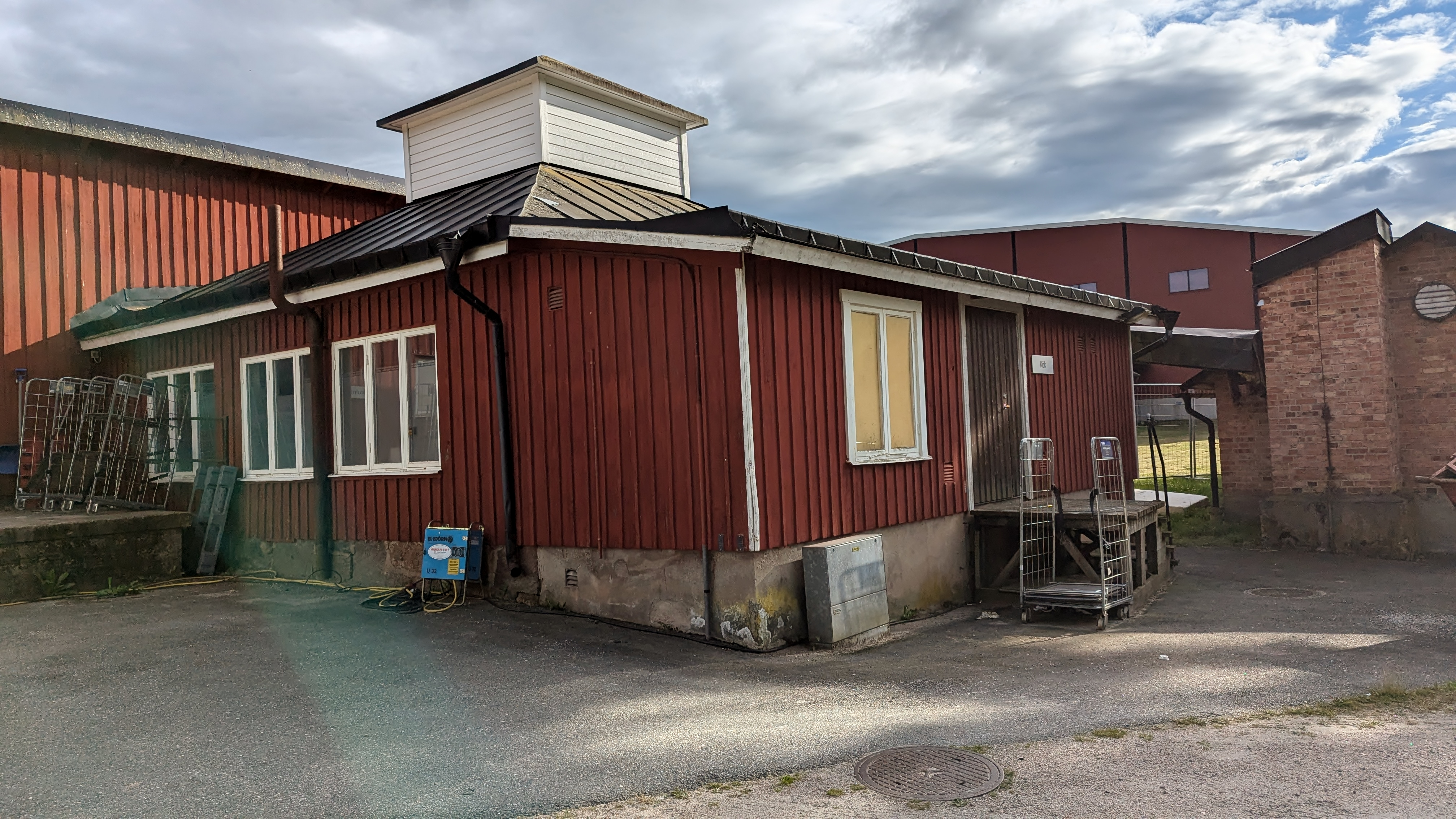
Före detta kokhus
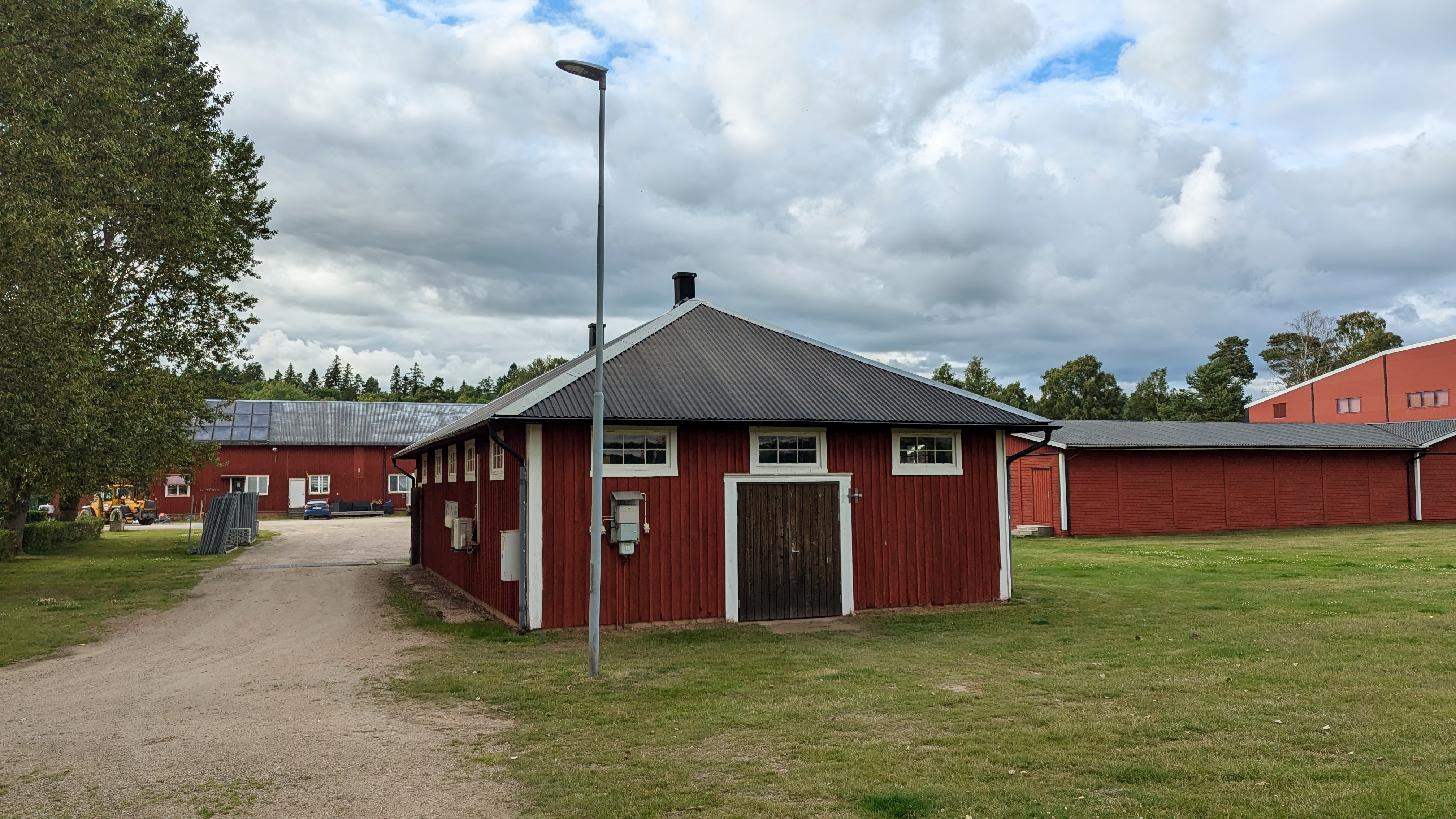
Före detta sanitetshus